# Siège de Dammaj
Guerre du Saada
Révolution yéménite
Batailles
- Bataille de Saada
- Bataille de Dammaj
- Bataille de Sanaa
- Bataille de Taëz

Le siège de Dammaj est une opération militaire ayant opposé les Houthis et les salafistes à Dammaj lors de la guerre du Saada.

## Aperçu
Le siège commence en octobre 2011 lorsque les Houthis, un groupe rebelle dirigé par les Zaydi qui contrôle le gouvernorat de Sa'dah, accuse les salafistes (fidèles au gouvernement yéménite) d'introduire clandestinement des armes dans leur centre religieux de la ville de Dammaj, tout en les obligeant à remettre leurs armes et postes militaires dans la ville. Face au refus des salafistes, les rebelles Houthis imposent un siège militaire, fermant les principales entrées menant à la ville. La ville est contrôlée par les Houthis et les combats se concentrent principalement à l'école religieuse de Dar al-Hadith, gérée par les salafistes.
En décembre 2011, un cessez-le-feu tribal est signé pour la première fois, dans lequel les deux parties acceptent temporairement la suppression de tous leurs points de contrôle et barrières militaires autour de Dammaj. Des hommes armés neutres des tribus Hashid et Bakil sont déployés autour de la ville pour garantir le respect du cessez-le-feu par les deux parties. Cependant, les combats reprennent en octobre 2013 lorsque les Houthis bombardent une mosquée salafiste et l'école religieuse coranique adjacente, anticipant une attaque des combattants salafistes rassemblés à Dammaj. Les rebelles Houthis avancent et capturent de nombreuses positions évacuées par les combattants salafistes, sous-armés, avant de démolir l'école religieuse symbolique de Dar al-Hadith après des mois de combats.
Le deuxième cessez-le-feu est négocié par le gouvernement yéménite du président Abdrabbo Mansour Hadi en janvier 2014. Les troupes yéménites sont déployées à Dammaj et évacuent tous les combattants salafistes et leurs familles, ainsi que les étudiants étrangers vers les gouvernorats voisins, remettant ainsi la victoire aux Houthis.
Les médias et les analystes décrivent les combats à Dammaj comme un conflit sectaire qui aurait pu aggraver les relations entre sunnites et chiites au Yémen. D'autres observateurs estiment que le siège de Dammaj est représentatif d'une compétition régionale entre l'Arabie saoudite, qui soutient traditionnellement les salafistes, et l'Iran, qui soutient le mouvement Houthis.